# A Black Sheep
A Black Sheep è un film muto del 1915 diretto da Thomas N. Heffron.
Il film si basa sulla farsa musicale A Black Sheep and How It Came to Washington di Charles H. Hale andato in scena a New York il 6 gennaio 1896 all'Hoyt's Theatre

## Produzione
Il film - che venne girato a Chicago - fu prodotto dalla Selig Polyscope Company.

## Distribuzione
Il copyright del film, richiesto dalla Selig Polyscope Co., fu registrato il 27 settembre 1915 con il numero LP6502. Distribuito dalla V-L-S-E, il film uscì nelle sale cinematografiche statunitensi il 18 ottobre 1915.
Non si conoscono copie ancora esistenti della pellicola che viene considerata presumibilmente perduta.